# Bitva u Doboje
Bitva u Doboje bylo vojenské střetnutí mezi Rakouskem-Uherskem a Osmanskou říší probíhající ve dnech 4. až 6. září 1878 v rámci rakousko-uherské vojenské kampaně v Bosenském vilájetu o kontrolu nad městem Doboj na řece Bosně. Jednotky rakousko-uherského expedičního sboru, složeného zde především z moravských pěších pluků č. 8 z Brna a č. 54 z Olomouce, zde porazily bosenské oddíly.

## Předehra
Ve dnech 13. června až 13. července 1878 bylo na Berlínském kongresu, kterého se zúčastnili zástupci Rakouska-Uherska, Německého císařství, Spojeného království, Ruska, Osmanské říše a Itálie, který řešil tzv. Velkou východní krizi na Balkáně, mj. dohodnuto, že Bosnu a Hercegovinu dočasně na úkor Osmanské říše, vojensky obsadí a bude spravovat Rakousko-Uhersko z důvodu udržení politické a etnické stability v regionu. Dne 29. července 1878 XIII. armádní sbor rakousko-uherského expedičního vojska pod velením generála Josipa Filipoviće, který měl vrchní velení nad celou vojenskou operací, překročilo na několika místech řeku Sáva a začalo obsazovat území Bosenského vilájetu.
Hlavní voj císařské armády postupoval do oblasti od severní hranice směrem k jihu, kde se setkávala jen s malým vojenským odporem. Rakousko-uherské velení ani s výrazným odporem nepočítalo a mohlo tak snáze dojít k podcenění bojové situace.

## Průběh střetu
Doboj je městečko ležící v Bosně a Hercegovině nedaleko Banja Luky. Při obsazování Bosny a Hercegoviny rakousko-uherskými vojsky v roce 1878 se jeho okolí stalo během závěru srpna a září dějištěm krvavých bojů s muslimskými povstalci.
Dne 4. září 1878 zaútočili povstalečtí ozbrojenci na jednotky 54. pěšího pluku. Tvrdé boje probíhaly celý den, na jehož konci měl pluk 70 mrtvých a raněných. 5. září tvrdé boje pokračovaly a proti pozicím povstalců vyrazil brněnský 8. pluk, jehož útok byl však odražen. 6. září se do bojů vrhly 49. a 54. pluk, přičemž vojáci z Hané zaujali postavení brněnského regimentu. Oddíly se postupně dostávaly dopředu a nakonec bylo zjištěno, že nepřítel pozice vyklidil. Byli nalezení jen podřezaní a zohavení vojáci, kteří byli minulé noci zajati muslimy. Mužstvo 4. praporu pohřbilo 32 zohavených mrtvol.

## Hodnocení bitvy

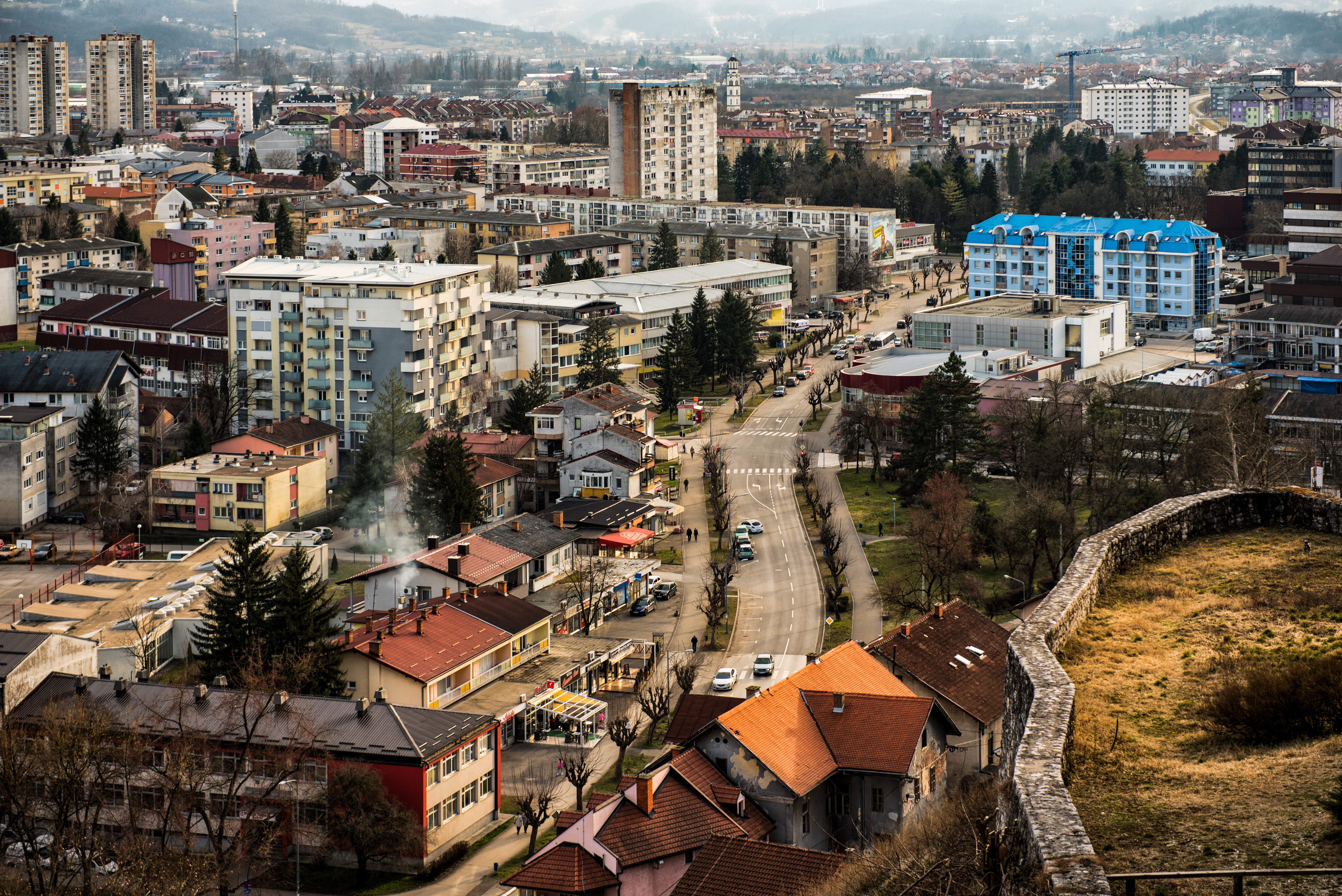
Pohled na město Doboj v roce 2020

Akce tvořila jeden z významnějších střetů celé rakousko-uherské vojenské kampaně, vedle například předchozích bitev u Maglaje, o Sarajevo. Boje byly ukončeny 20. října 1878, kdy bylo tažení oficiálně skončeno, bosenské partyzánské oddíly, operující v horách, se vzdaly a původní Bosenský vilájet tak zanikl. Následná příromnost rakousko-uherské moci v Bosně a Hercegovině vytrvala přes tzv. Bosenskou krizi až do konce první světové války, včetně zásadního atentátu na arcivévodu Františka Ferdinanda v Sarajevu 28. června 1914.

## Památky
Válečné události rovněž reflektuje zlidovělá vojenská píseň Za císaře pána, zmiňující boj proti bosenským povstlacům v Bosně a Hercegovině. Ústředním textem je pak sloka "Za císaře pána a jeho rodinu museli jsme vybojovat Hercegovinu..."